# Saipem

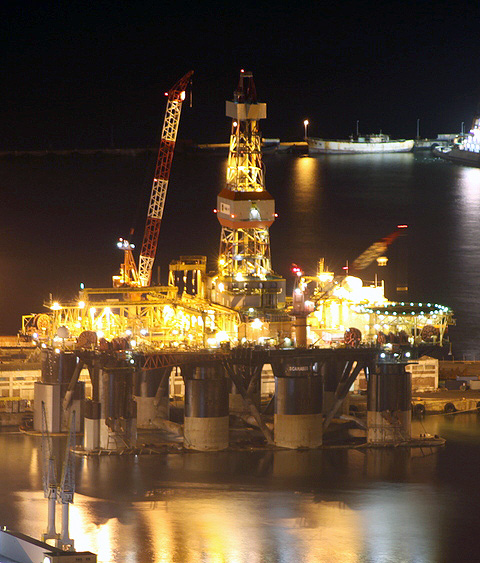
Plataforma de perforación semi-submersible Saipem Scarabeo 7 en Ciudad del Cabo.

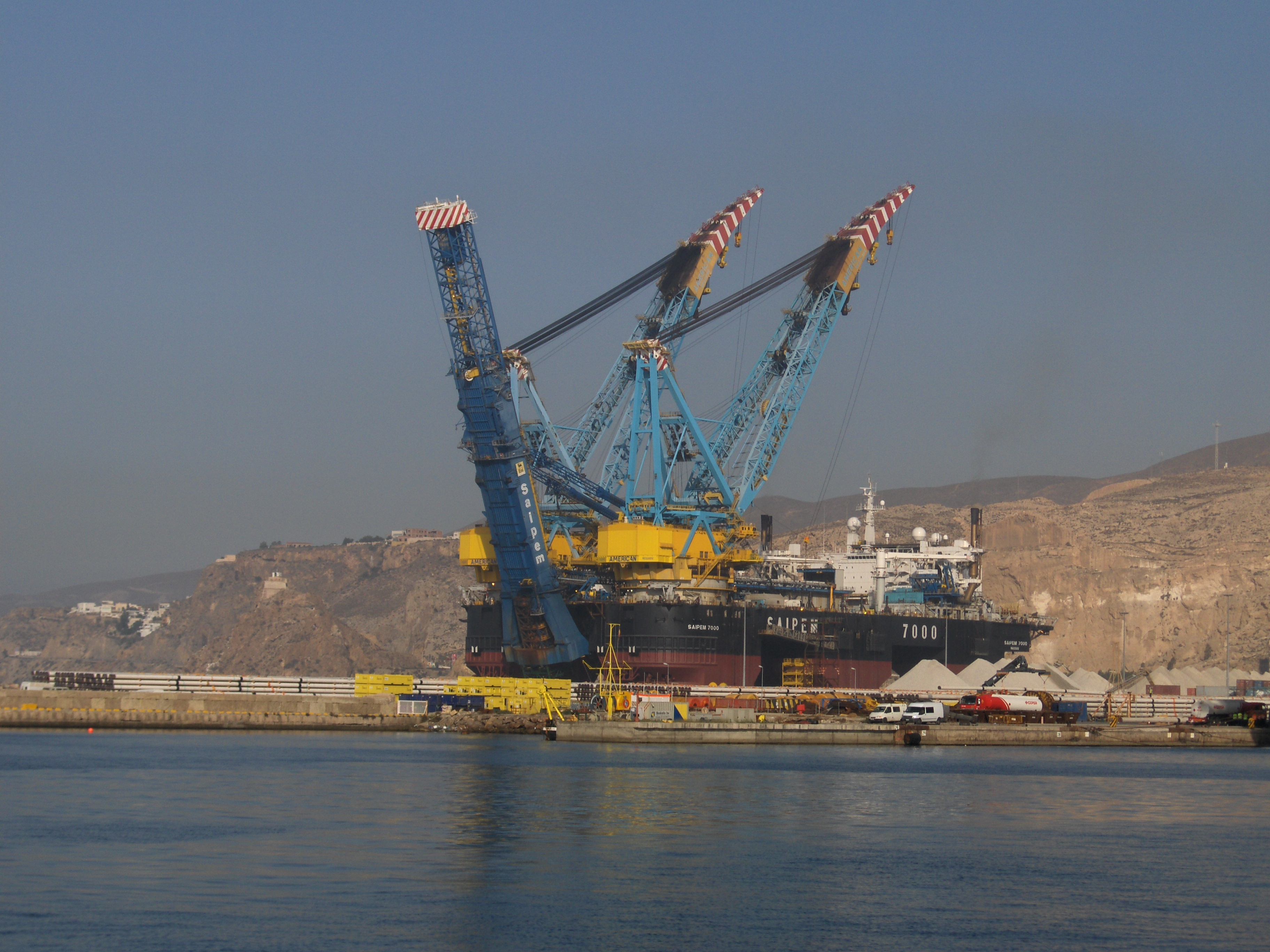
Grúa flotante Saipem 7000, la segunda mayor del mundo en Almería.

Saipem S.p.A. una compañía del sector de la industria del petróleo y gas. Es subsidiaria de la compañía de energía italiana Eni, que posee aproximadamente el 43% de las acciones de Saipem. Saipem tiene contratos para el diseño y construcción de varios oleoductos, incluyendo  Blue Stream, Greenstream, Nord Stream y South Stream.

## Historia
Saipem fue originalmente fundada en 1957 como proveedor de servicios para el grupo Eni. Fue fundada mediante la fusión de la empresa Snam Montaggi y el contratista de perforaciones SAIP. En la década de 1960 empezó a proveer servicios fuera del grupo Eni y en 1969 empezó a operar autónomamente. A pesar de que inicialmente Saipem estaba especializada en oleoductos en tierra, construcción plantas petroleras y perforaciones, a principios de la década de 1960 empezó también operaciones offshore. Las operaciones offshore empezaron en el mar Mediterráneo y fueron expandidas al mar del Norte en 1972.
Desde 1984, Saipem cotiza en la bolsa de Milán. En 2001, Saipem empezó un número de adquisiciones, culminando con la adquisición de Bouygues Offshore s.a. en 2002. En respuesta a las tendencias de la industria, incluidas las relacionadas con la monetización del gas, explotación de petróleo en zonas difíciles (petróleo pesado, arenas bituminosas, etc.), y para fortalecer su posición en Oriente Medio y las compañías nacionales clientes, en 2006 Saipem adquirió Snamprogetti.
En 2008, Saipem fue incluida en la lista de las 100 compañías globales más sostenibles del mundo.
En 2010, Saipem acordó pagar una multa de US$30 millones para resolver una investigación de un caso de soborno en Nigeria para la construcción de unas instalaciones de Gas Natural Licuado en este país.  Saipem también está siendo investigada en Italia por cargos sobre el mismo caso.

## Administración
El presidente de la compañía es Marco Mangiagalli y el director ejecutivo (CEO) es Pietro Franco Tali.

## Biografía esencial
- (en) Paul H. Frankel, Oil and Power Policy, New York - Washington, Praeger, 1966
- (en) Marcello Boldrini, Mattei, Rome, Colombo, 1969
- (it) Marcello Colitti, Energia e sviluppo in Italia, Bari, De Donato, 1979
- (it) Nico Perrone, Enrico Mattei, Bologna, Il mulino, 2001 ISBN 88-15-07913-0